# Yucca brevifolia
Yucca brevifolia är en sparrisväxtart som beskrevs av Georg George Engelmann. Yucca brevifolia ingår i släktet palmliljor, och familjen sparrisväxter. Inga underarter finns listade i Catalogue of Life.
Arten växer sig stor som ett mindre träd. Den är karaktärsväxt i delar av Mojaveöknen (Joshua Tree nationalpark) och definierar ibland själva öknens utsträckning. Trädet har figurerat en mängd gånger på film och i musikvideor, och ett av växtens engelska trivialnamn gav titel till U2:s musikalbum The Joshua Tree.

## Bildgalleri

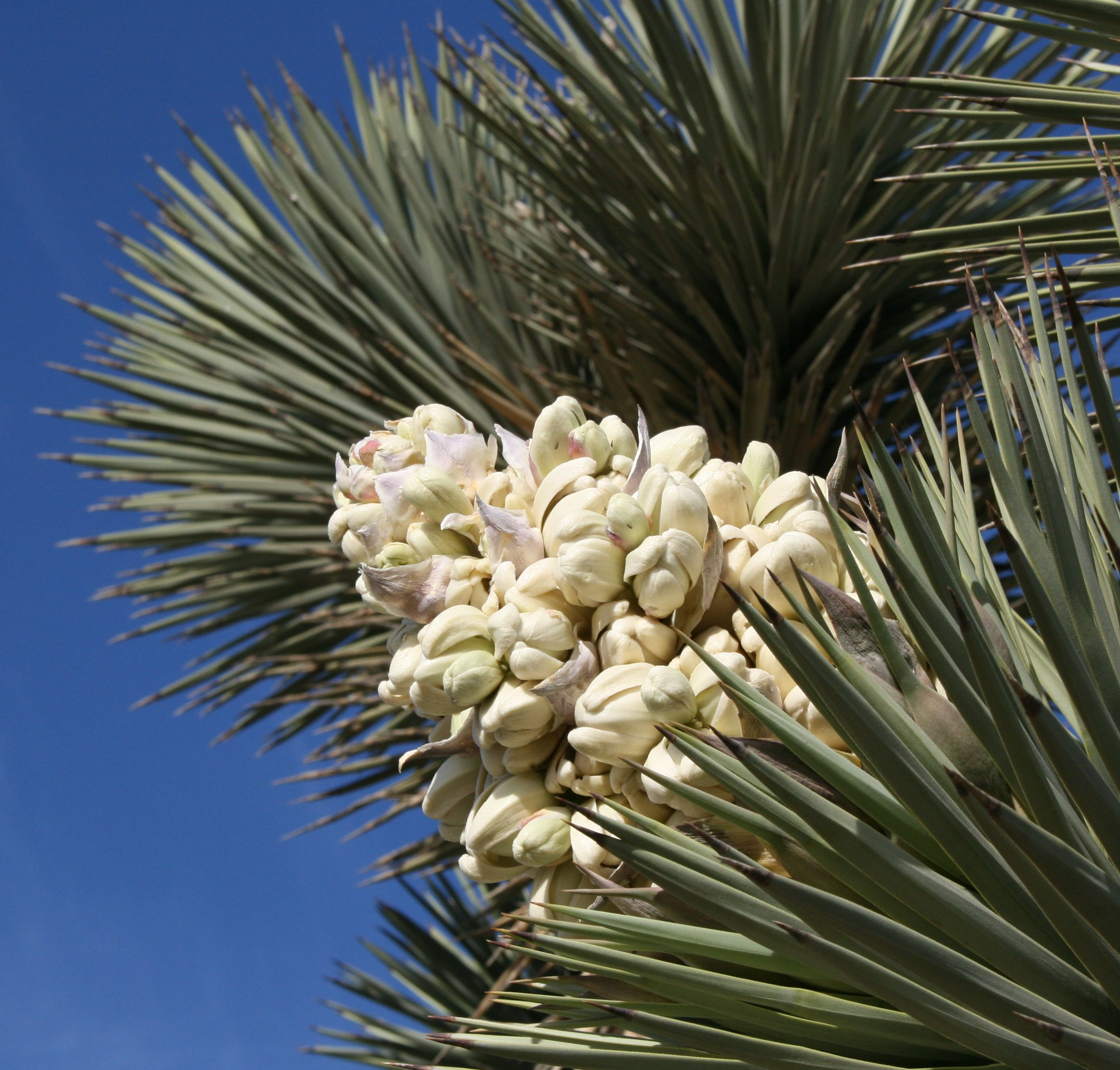
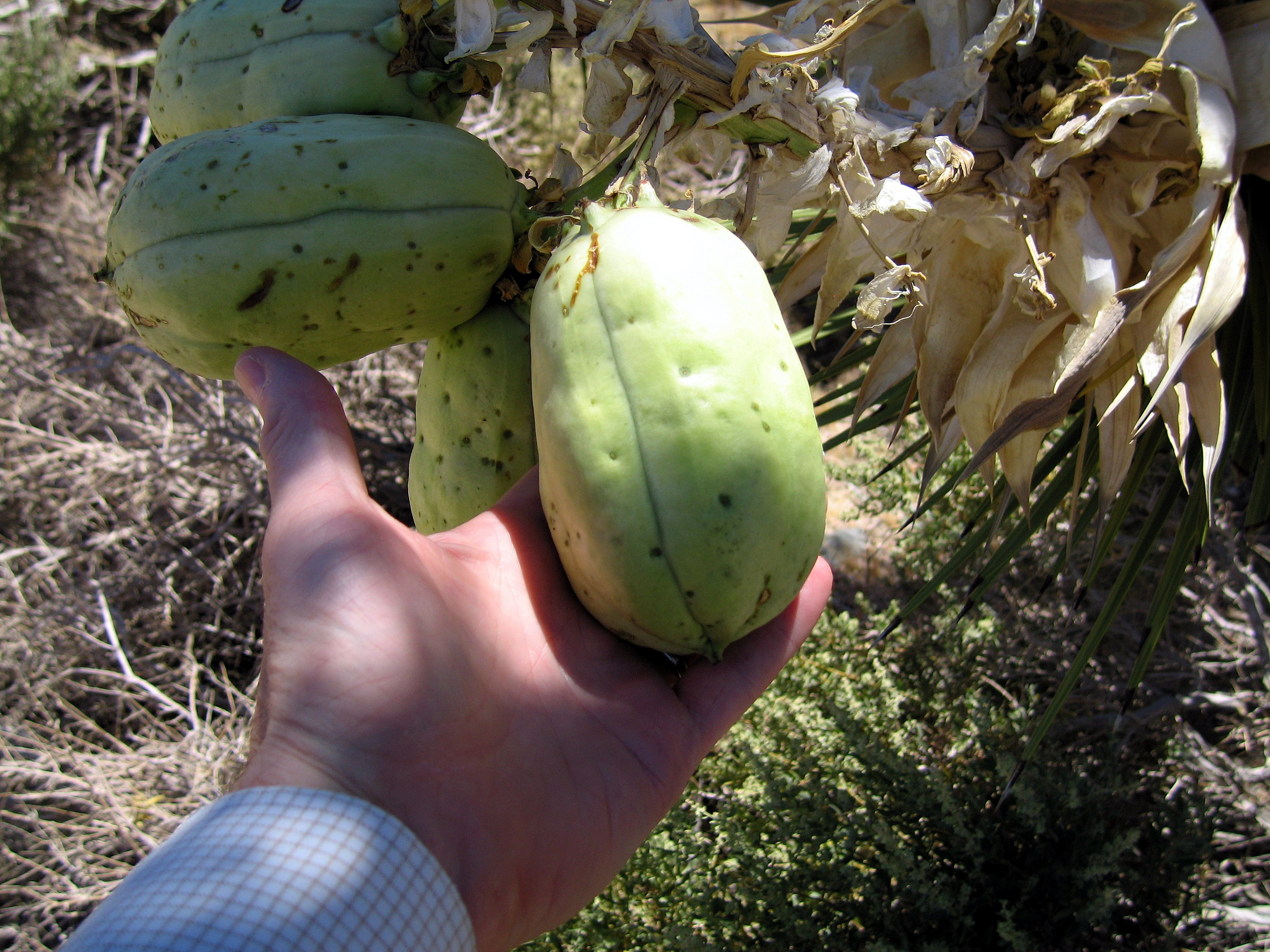